# حصن غيلان
حصن غيلان من الحصون الأثرية في عودة سدير بمنطقة الرياض، المملكة العربية السعودية.

## الموقع
في مدينة غيلان التي لا تزال جدرانها شامخة والتي تكون على امتداد طريق الرياض، سدير، القصيم، من الجهة الجنوبية الشرقية.

## البناء
- يقوم الحصن على رابية مرتفعة على مساحة كبيرة تصل إلى أربعة الآف متر مربع، وبداخل هذه المساحة بئران وأساسات منازل تدل على وجود عدد كبير من المساكن داخل الحصن.
- ينسب الحصن إلى غيلان، ورُبط من حيث النسبة بالجن من جهة والدته
- بجوار الحصن تواجدت أدوات وشظايا حجرية
- الزاوية الجنوبية الغربية للحصن وامتداد الجدار الغربي أنعطف نحو الغرب ليتصل بسور البلدة المبني من الطين
- الجهة اليسرى من الحصن يتواجد جدار يتألف من الحجر المرصوص دون استخدام للمونة الطينية الزاوية الشمالية الغربية للحصن من الخارج يظهر امتداد الجدار باتجاه الغرب ليتصل بسور البلدة المبني بمادة الطين وبالقرب منها تتواجد دعامات السور
- كان الحصن يحتوي على مساكن نُقلت حجارتها مع الوقت، ولم يبق منها إلا أساساتها.[3]

## وصلات خارجية
- ليلة وفاء تاريخية في النادي الأدبي بالرياض.